# Harry Hendrickx
Harry Hendrickx (Oostmalle, 1950) is een Belgische advocaat en voormalig politicus voor de Democratische Beweging Malle (DBM).

## Levensloop
Hij studeerde rechten aan de Katholieke Universiteit Leuven. In deze periode was hij zeer actief in het verenigingsleven, zo was hij onder meer gouwleider van de KSA voor de provincie Antwerpen, voorzitter van de jeugdraad van Oostmalle en praeses van het Vlaams Rechtsgenootschap (Leuven). Hij werd advocaat en combineert de advocatuur met zijn burgemeestersfunctie.
Tussen 1994 en 2021 was Harry Hendrickx onafgebroken burgemeester van Malle. De coalities wisselden bij iedere verkiezing. Hij was tevens bevoegd voor politie, brandweer, veiligheid, intergemeentelijke samenwerking, burgerlijke stand, jumelages, industrie en public relations. Sinds de lokale verkiezingen van 2012 leidde hij een coalitie met de N-VA. Zijn partij behaalde 27,8% van de stemmen, zelf behaalde hij 1.737 voorkeurstemmen.
Begin 2014 ging zijn advocatenkantoor samen met een ander kantoor onder de naam Hendrickx en Schryvers advocaten. Datzelfde jaar werd zijn 20-jarig burgemeesterschap gevierd.
Eind 2021 werd hij als burgemeester van Malle opgevolgd door Sanne Van Looy (N-VA).
In de periode 2004 tot 2011 cumuleerde hij gemiddeld 4 tot 7 mandaten, waarvan ongeveer de helft bezoldigd. In 2013 en 2014 vermeerdererde dit naar respectievelijk 8 en 13. Het aantal bezoldigde mandaten lag evenwel in beide jaren op 4.